# Rudolph Ehlers

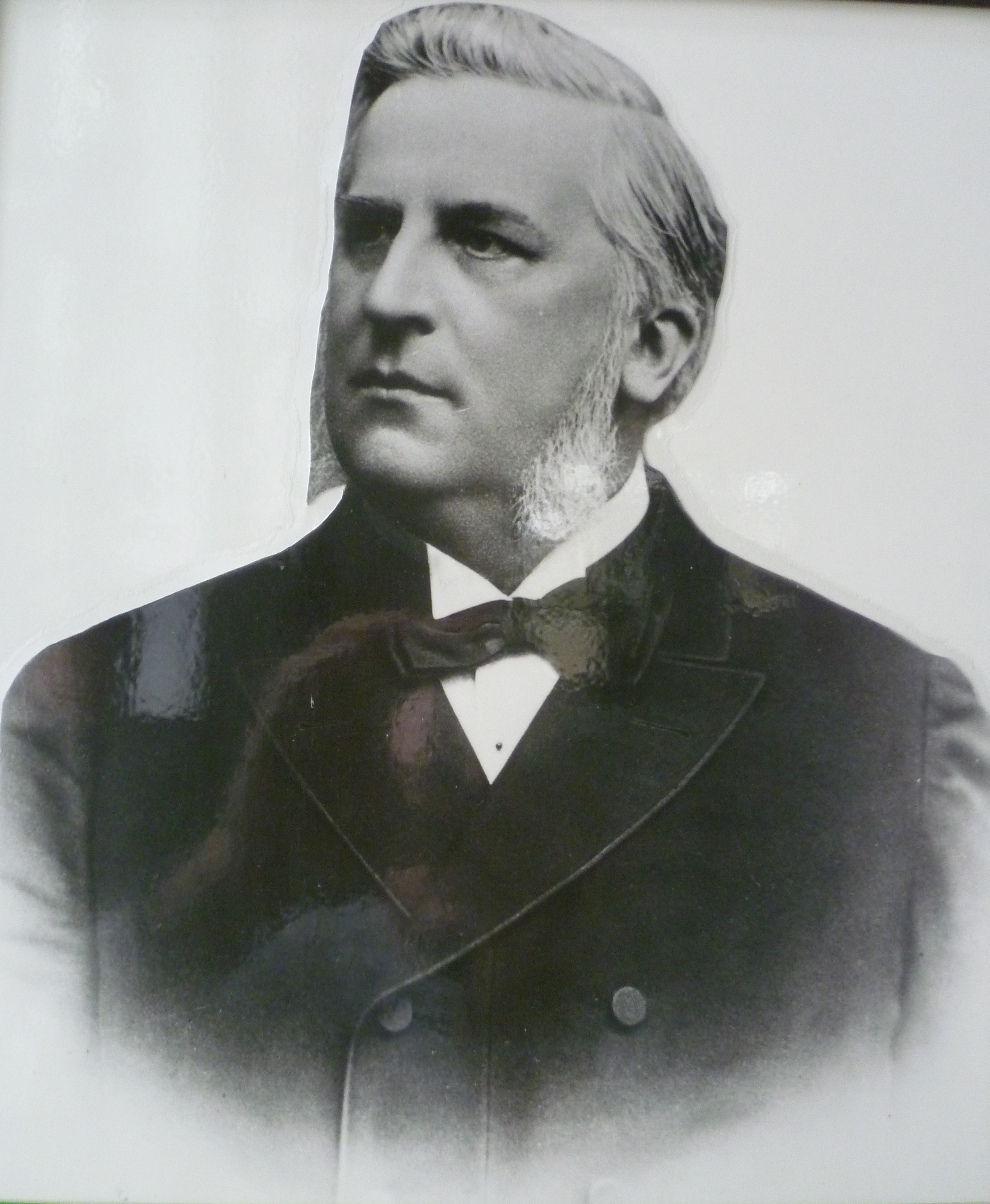
Rudolph Ehlers

Rudolph Wilhelm Ehlers (* 30. März 1834 in Hamburg; † 7. August 1908 in Frankfurt am Main) war ein deutscher evangelischer Theologe und Pfarrer.

## Leben und Werk
Ehlers, Sohn eines PHamburger Schulleiters, studierte Theologie in Heidelberg (bei Richard Rothe), Göttingen und Berlin. Mit einer Dissertation zu Augustini de origine mali doctrina wurde er dort zum Dr. theol. promoviert. Nach dem Studium trat er eine Pfarrstelle in Stolberg an. Dort bestanden auch über 40 Jahre nach Einführung der preußischen Union noch eine reformierte und eine (kleinere) lutherische Gemeinde. Ehlers, der selbst aus dem lutherischen Hamburg stammte, gelang es, die beiden selbständigen Gemeinden zu einer unierten zu vereinen, deren Pfarrer er wurde.
1864 wählte die deutsch-reformierte Gemeinde in Frankfurt am Main Ehlers zum Pfarrer. In diesem Amt blieb er bis an sein Lebensende. Nach der Preußischen Annexion der Freien Stadt Frankfurt 1866 plädierte Ehlers für einen Anschluss der Frankfurter Kirche an die preußische Landeskirche. Die Frankfurter Kirche blieb jedoch selbständig und behielt ihre alte Verfassung, in der lutherische und reformierte Gemeinden getrennt waren und durch eigene Konsistorien beaufsichtigt wurde. Lediglich das Landesherrliche Kirchenregiment ging auf den König von Preußen über und das preußische Staatskirchenrecht bekam auch für Frankfurt Gültigkeit.
Ehlers war Mitglied des reformierten Konsistoriums. Mit der Einführung der Kirchengemeinde- und Synodalordnung für die evangelischen Kirchengemeinden des Konsistorialbezirks Frankfurt am Main 1899 wurde Ehlers zum Oberkonsistorialrat im neuen, gemeinsamen evangelischen Konsistorium berufen und war Stellvertreter des Konsistorialpräsidenten Walter Ernst. Als Mitglied des Schulkuratoriums setzte er sich für die Einrichtung von Simultanschulen anstelle der bisher konfessionell getrennten Volksschulen ein.
Ehlers war einer der bedeutendsten Prediger im Frankfurt seiner Zeit. Er führte in seiner Gemeinde den Kindergottesdienst ein, gründete einen Kirchenchor und förderte die Errichtung eines Gemeindehauses. 1884 gehörte er zu den Gründern und Vorstandsmitgliedern des in Japan arbeitenden Allgemeinen evangelisch-protestantischen Missionsvereins. Zusammen mit dem Philanthropen Charles Hallgarten und dem Stadtrat Karl Flesch gründete er 1888 den Verein für die Idiotenanstalt Idstein, der im Kalmenhof in Idstein eine Erziehungs- und Pflegeeinrichtung für behinderte Jugendliche aus Frankfurter Familien betrieb.
Ehlers war Mitarbeiter der Zeitschrift Die Christliche Welt und 1879 bis 1900 zusammen mit Gustav Heinrich Bassermann Herausgeber der Zeitschrift für praktische Theologie. Er war Vorstandsmitglied im Gustav-Adolf-Verein, im Evangelischen Bund und im Deutschen Roten Kreuz. 1889 verlieh ihm die Universität Jena die Ehrendoktorwürde.

## Werke (Auswahl)
- Zur Verständigung über die Frankfurter Kirchenfrage, Frankfurt am Main 1868
- Evangelische Predigten, 1873
- Das alte Gesetz und die neue Zeit, 1877
- Bilder aus dem Leben des Apostels Paulus, 1886
- Ein Kirchenverfassungsversuch für die vereinten evangelischen Gemeinden zu Frankfurt am Main 1822–1826, 1887
- Konfirmanden-Unterricht für Konfirmierte, 1905 (Übersetzungen ins Englische und Japanische)
- Richard Rothe, 1906.